# 聖方濟各堂 (傑貝阿里)

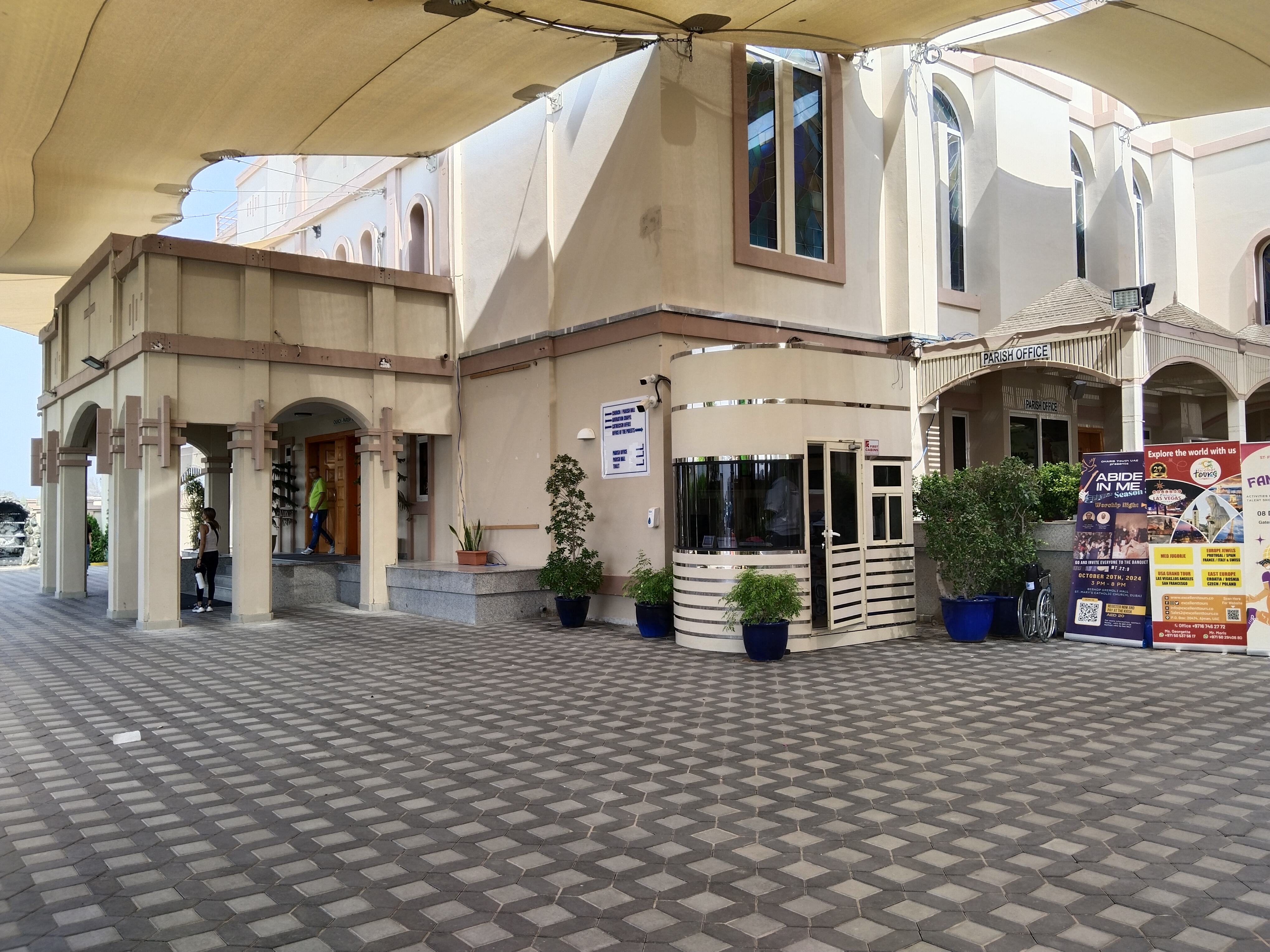
St. Francis of Assisi Catholic Church in Jebel Ali

聖方濟各堂是阿拉伯聯合大公國杜拜以西傑貝阿里的一家天主教聖堂，奉祀聖五傷方濟。是杜拜第二家聖堂。
聖堂於2000年10月4日奠基，2001年11月15日祝聖。聖堂佔地50,000平方英尺，有聖堂、禮堂、堂區中心、居住區、辦公區等設施。

## 外部連結
- 官方網址 （页面存档备份，存于）